# Kumar Kaibarta Gaon
Kumar Kaibarta Gaon è una suddivisione dell'India, classificata come census town, di 6.345 abitanti, situata nel distretto di Jorhat, nello stato federato dell'Assam. In base al numero di abitanti la città rientra nella classe V (da 5.000 a 9.999 persone).

## Società

### Evoluzione demografica
Al censimento del 2001 la popolazione di Kumar Kaibarta Gaon assommava a 6.345 persone, delle quali 3.333 maschi e 3.012 femmine. I bambini di età inferiore o uguale ai sei anni assommavano a 529, dei quali 271 maschi e 258 femmine. Infine, coloro che erano in grado di saper almeno leggere e scrivere erano 5.158, dei quali 2.854 maschi e 2.304 femmine.